# فورمیجینه
فورمیجینه (به ایتالیایی: Formigine) یک کومونه در ایتالیا است که در استان مودنا واقع شده‌است.

## خصوصیات
فورمیجینه ۴۶٫۹۸ کیلومترمربع مساحت و ۳۱٬۴۰۲ نفر جمعیت دارد و ۸۲ متر بالاتر از سطح دریا واقع شده‌است.

## خواهرخوانده
شهرهای Monte Urano، سومور، تابور، فیناله امیلیا و Edchera خواهرخوانده‌های فورمیجینه هستند.